# ヘンリー・A・コートニー
ヘンリー・アレクシウス・コートニー・ジュニア（英語: Henry Alexius Courtney, Jr. 1916年1月6日 - 1945年5月15日）は、アメリカ合衆国の海兵隊軍人。最終階級は少佐。太平洋戦争末期の沖縄戦において戦死、没後名誉勲章が贈られた。

## 経歴
1916年1月6日、ミネソタ州のダルースに生まれた。ミネソタ大学を卒業後、シカゴのロヨラ大学のロー・スクールで法学を修めた。その後、ダルースにあった父の法律事務所に入社した。
1940年2月に海兵隊予備役の召集がかかり少尉として赴任、その年の3月にはダルースの海兵隊基地で勤務した。その後、サンディエゴに移動し訓練を受け、10ヶ月間アイスランドで従軍した。
第二次世界大戦のガダルカナル、ソロモン諸島では、ガダルカナル島の戦いの最初の攻撃に参加し、第1海兵師団で中隊を指揮した。
その後の任地は、死後に名誉勲章を授与された沖縄戦だった。第6海兵師団第22海兵連隊の第2大隊副隊長として沖縄戦に従軍。1945年5月12日から那覇市北東部にあるシュガーローフヒル(安里52高地)を強襲したが、その際の戦闘で5月15日に戦死した。なお、シュガーローフ(安里52高地)は、その後19日にアメリカ海兵隊によって陥落した。
死後、沖縄戦での善戦を称えて名誉勲章を受賞。名誉勲章は、戦後1947年12月30日に海兵隊大将のアレクサンダー・ヴァンデグリフトからコートニーの両親に贈られた。この他に、2度目のパープルハート章も受賞している。
彼の遺骨のほとんどは初め、沖縄の海兵隊第6師団墓地に埋葬されたが、1948年にダルースのカルヴァリー墓地に移された。

## 名前
アメリカ海軍のディーレイ級護衛駆逐艦コートニーは、彼の名前にちなんでいる。また、沖縄にあるキャンプ・コートニーにも彼の名が冠してある。